# Механизированная бригада РККА
Механизированная бригада РККА — тактическое соединение в РККА, существовавшее в 1932—1945 годах.
Применяемое в документах сокращение — мехбр (омехбр — для отдельной бригады). К примеру 2 мехбр.

## Особенности терминологии
В различные исторические периоды механизированные бригады, в сущности относились к одному и тому же роду войск, который носил разные названия:
1. Механизированные войска (1929—1936)
2. Автобронетанковые войска (1936—1942)
3. Бронетанковые и механизированные войска (декабрь 1942—1953)

В данные исторические периоды, механизированная бригада по своему составу представляла собой разные формирования.

Нельзя проводить аналогию мехбр РККА раннего периода с одноимёнными формированиями периода Великой Отечественной войны и одноимёнными формированиями, которые на современном этапе существуют в Вооружённых силах многих государств.
В период до начала Великой Отечественной войны, механизированные бригады по своей сущности являлись танковыми бригадами, поскольку все подразделения были танковыми.
С началом Великой Отечественной войны ситуация изменилась и механизированные бригады получили в свой состав мотострелковые батальоны. Но и в этом случае механизированная бригада РККА по своей сущности представляла собой больше  формирование танковых войск, в отличие от современных одноимённых бригад в разных государствах, которые относятся к такому роду войск как Механизированная пехота. Принципиальная разница здесь состоит в численном соотношении мотострелковых (мотопехотных) батальонов к танковым батальонам и характером выполняемых боевых задачах.
На современном этапе мехбр является основным типом боевого формирования, составляющим костяк Сухопутных войск многих государств.
В РККА (как это будет рассмотрено ниже) ему отводилась функция исключительно тактического резерва. К тому же формирования данного типа были относительно малочисленны.

## Механизированные бригады в довоенный период
Впервые в составе РККА механизированная бригада в порядке эксперимента была создана в единственном числе в мае 1930 года. Но массовое создание омехбр началось только в 1932 году.
Массовое создание мехбр началось с создания первых механизированных корпусов нового образа.

При этом состав мехбр той поры имел следующий вид:
- Управление бригады
- 1-й отдельный танковый батальон
- 2-й отдельный танковый батальон
- 3-й отдельный танковый батальон
- Части
  - отдельный разведывательный батальон
  - отдельный сапёрный батальон
  - отдельный стрелковый батальон
  - отдельный артиллерийский дивизион
  - отдельная химическая рота
  - отдельная зенитно-пулемётная рота
  - отдельная рота связи
  - отдельная рота регулирования
  - Техническая база

Всего было создано 26 механизированных бригад.
В ходе многочисленных реформирований штат механизированной бригады неоднократно изменялся, но основная структура бригада не претерпела существенных изменений. Мехбр указанного периода по своей сущности продолжал оставаться танковой бригадой.
Начиная с лета 1940 года и до мая 1941 года в РККА проводилось коренное реформирование автобронетанковых войск. Танковые бригады были расформированы и на их основе созданы танковые дивизии, которые вместе с  моторизованными дивизиями вошли в своём большинстве в состав вновьсозданных мехкорпусов.

## Начальный период войны
С началом Великой Отечественной войны все механизированные корпуса, созданные до войны, были расформированы. В первую очередь это было связано со следующими причинами:
- Острая нехватка танков и автомобилей;
- Потеря механизированных корпусов находившихся в западных областях СССР, принявших первый удар противника;
- Реформирование Автобронетанковых войск и перераспределение материальной базы на создание танковых бригад из расформированных танковых дивизий и оставшихся механизированных корпусов.

К осени 1941 года все танковые дивизии и механизированные корпуса были расформированы.

## Период 1942—1945
В 1942 году руководство РККА осознало необходимость в повторном создании механизированных корпусов нового образа. Требовалась новая организация обороны и новая тактика применения танковых и механизированных частей и соединений с учётом опыта боевых действий. Приказом НКО СССР № 00220 от 22 октября 1942 года «О сформировании механизированных корпусов»
предписывалось в кратчайшие сроки создать механизированные корпуса (мехкорпуса - МК), которые являлись бы резервом командующих фронтами. Этим же приказом предписывалось создание механизированных бригад на базе стрелковых полков.
В итоге сформированы мехкорпуса имевшие к началу 1943 года следующий состав:
- управление корпуса;
- 3 механизированные бригады;
- танковая бригада (или 2 танковых полка);
- 1—2 самоходно-артиллерийских полка;
- миномётный полк;
- зенитный полк;
- артиллерийский полк;
- истребительно-противотанковый артиллерийский полк;
- отдельный гвардейский миномётный дивизион реактивной артиллерии;
- части обеспечения и обслуживания.

Штатный состав корпуса:
- Личный состав: всего 16 369 человек.
- Вооружение:

- 246 танков и самоходно-артиллерийских установок (САУ) (Т-34 — 176, Т-70 — 21, САУ — 49);
- 252 орудия и миномёта;
- свыше 1 800 автомашин.

### Предназначение мехбригад в годы Великой Отечественной войны
В период Великой Отечественной войны механизированные бригады являлись соединениями, в которых соотношение танковых батальонов к мотострелковым батальонам было ниже чем в танковых бригадах. Если в танковых бригадах (тбр) указанных периодов на 1 мотострелковый батальон (мсб) приходилось 3 танковых батальона (тб), то в мехбр соотношение было иным - 3 мсб к 1 танковому полку, численностью 2 тб или немногим более танкового батальона.
В тактическом применении это означало для мехбр несколько иной круг решаемых боевых задач.
По мнению руководства РККА различие в боевом применении тбр и мехбр трактовалось следующим образом:

Отдельные танковые полки и бригады предназначаются для усиления пехоты на главном направлении и действуют в тесном взаимодействии с ней как танки непосредственной поддержки пехоты.— Приказ НКО СССР № 325 от 16 октября 1942 г.«О боевом применении танковых и механизированных частей и соединений»
Касательно мехбр:

...Механизированная бригада является тактическим соединением и используется армейским командованием как подвижной резерв.

...В частной наступательной армейской операции механизированная бригада выполняет задачи развития успеха...

...Механизированная бригада может также выполнять задачи надежного обеспечения фланга наступающих частей...

...Механизированная бригада в подвижной обороне выполняет задачу активной обороны на широком фронте и обеспечивает перегруппировку частей армии...
— Приказ НКО СССР № 325 от 16 октября 1942 г.«О боевом применении танковых и механизированных частей и соединений»
Принципиальное различие применения тбр и мехбр представляется следующим образом:
- механизированная бригада являлась в первую очередь формированием резерва как в обороне так и в наступлении. Учитывая то что подавляющий костяк РККА состоял из стрелковых дивизий, не имевших средств передвижения для личного состава - мехбр как мобильные соединения полностью оснащённые автотранспортом во всех подразделениях, могла быстро перебрасываться на участки обороны с критической ситуацией, или обеспечивать фланги наступающих войск поддержкой в ходе быстрого манёвра.
- танковый полк являлся частью, постоянно находившейся в первом эшелоне войск как в обороне, так и в наступлении на главном участке.

### Организация механизированных бригад
В связи с изменившимися задачами, мехбр образца 1942 года имели отличавшуюся от довоенной организацию. Все танковые подразделения свели в один танковый полк. Добавлены мотострелковые батальоны и дополнительные подразделения огневой поддержки и обеспечения. Типовая организационно-штатная структура мехбр в течение 1943 года была следующая:
- Управление бригады
- танковый полк (23 Т-34 и 16 Т-70 - штат № 010/292), (32 Т-34 и 7 Т-70 - штат № 010/414), (35 Т-34 - штат № 010/465)[8]
  - 1-й танковый батальон;
  - 2-й танковый батальон;
- 1-й мотострелковый батальон;
- 2-й мотострелковый батальон;
- 3-й мотострелковый батальон;
- миномётный батальон;
- артиллерийский дивизион;
- зенитно-пулемётная рота;
- разведывательная рота;
- инженерно-минная рота;
- автотранспортная рота;
- санитарный взвод.

Личный состав бригады был 3726 человек.
Состав на лето 1944 года:
- Управление бригады 
  - штаб и управление (81 человек)
  - 1 рота управления (73 человека) 
    - 1 взвод связи
    - 1 взвод химической защиты
    - 1 хозяйственный взвод
- 3 мотострелковых батальона, (662 человека)  
  - 3 стрелковые роты (2 станковых пулемёта и 12 ручных пулемётов)
  - 1 пулемётная рота (9 станковых пулемётов)
  - 1 противотанковая рота (18 ПТР)
  - 1 минометная рота (6 82-мм миномётов)
  - 1 взвод автоматчиков
  - 1 противотанковая рота (4 45-мм ПТП)
  - 1 хозяйственный взвод
- 1 танковый полк: (550 человек) 
  - штаб и управление
  - 1 взвод БТР (2 БТР)
  - 4 танковые роты (по 10 танков)
- 1 миномётный батальон (190 человек) 
  - 1 штабной взвод
  - 2 миномётные роты (по 6 82-мм миномётов)
  - 1 миномётная рота (6 120-мм миномётов)
- 1 артиллерийский дивизион: (214 человек) 
  - 1 штабной взвод
  - 3 батареи (по 4 76,2-мм орудия)
- 1 рота противотанковых ружей (69 человек) (27 противотанковых ружей)
- 1 рота автоматчиков: (94 человека)
- 1 разведывательная рота: (141 человек) 
  - 2 пехотных взвода
  - 1 взвод САУ (10 полугусеничных автомобилей)
  - 1 взвод БТР (7 бронемашин)
- 1 зенитная пулемётная рота (48 человек) (9 12,7-мм пулемётов)
- 1 медицинский взвод (32 человека)
- 1 автотранспортная рота (109 человек)
- 1 сапёрная рота (121 человек)
- 1 рота технического обеспечения (72 человека)[9]

Всего: 110 ручных пулемётов, 45 станковых пулемётов, 9 12,7-мм зенитных пулемётов, 1154 пистолета-пулемёта, 30 82-мм миномётов, 6 120-мм миномётов, 12 76,2-мм орудий, 12 45-мм ПТП.

## Список бригад на 9 мая 1945
| 1-я гвардейская механизированная Венская Краснознамённая, ордена Суворова бригада                                                      |
| 2-я гвардейская механизированная орденов Суворова, Кутузова бригада                                                                    |
| 3-я гвардейская механизированная ордена Ленина бригада                                                                                 |
| 4-я гвардейская механизированная Бериславская Краснознамённая, ордена Кутузова бригада                                                 |
| 5-я гвардейская механизированная Волновахская Краснознамённая, ордена Суворова бригада                                                 |
| 6-я гвардейская механизированная Волновахская дважды Краснознамённая, ордена Суворова бригада                                          |
| 7-я гвардейская механизированная Шавлинская Краснознамённая бригада                                                                    |
| 8-я гвардейская механизированная Молодечненская Краснознамённая бригада                                                                |
| 9-я гвардейская механизированная Молодечненская Краснознамённая бригада                                                                |
| 10-я гвардейская механизированная Пражская ордена Кутузова бригада                                                                     |
| 11-я гвардейская механизированная Берлинская орденов Суворова, Богдана Хмельницкого бригада                                            |
| 12-я гвардейская механизированная Краснознамённая, орденов Кутузова, Богдана Хмельницкого бригада                                      |
| 13-я гвардейская механизированная Новобугская Краснознамённая бригада                                                                  |
| 14-я гвардейская механизированная Нижнеднепровская Краснознамённая, ордена Кутузова бригада                                            |
| 15-я гвардейская механизированная Новобугско-Белградская Краснознамённая бригада                                                       |
| 16-я гвардейская механизированная Львовская ордена Ленина, Краснознамённая, орденов Суворова, Кутузова, Богдана Хмельницкого бригада   |
| 17-я гвардейская механизированная Петроковская дважды Краснознамённая, орденов Суворова, Кутузова, Богдана Хмельницкого бригада        |
| 18-я гвардейская механизированная Днестровско-Хинганская Краснознамённая, ордена Кутузова бригада                                      |
| 19-я гвардейская механизированная Лодзинская ордена Ленина, Краснознамённая, орденов Суворова, Кутузова и Богдана Хмельницкого бригада |
| 20-я гвардейская механизированная Залещицкая ордена Ленина, Краснознамённая, орденов Суворова, Кутузова, Богдана Хмельницкого бригада  |
| 21-я гвардейская механизированная Ярославская Краснознамённая, орденов Суворова, Кутузова, Богдана Хмельницкого бригада                |
| 24-я гвардейская механизированная Нежинская ордена Красной Звезды бригада                                                              |
| 25-я гвардейская механизированная Нежинская ордена Богдана Хмельницкого бригада                                                        |
| 26-я гвардейская механизированная Севская Краснознамённая, ордена Богдана Хмельниукого бригада                                         |
| 30-я гвардейская механизированная Днестровско-Хинганская орденов Кутузова и Богдана Хмельницкого бригада                               |
| 31-я гвардейская механизированная Плоештинско-Порт-Артурская ордена Богдана Хмельницкого бригада                                       |
| 32-я гвардейская механизированная Краматорско-Белградская Краснознамённая, орденов Суворова, Кутузова бригада                          |
| 35-я гвардейская механизированная Каменец-Подольская Краснознамённая, орденов Суворова, Кутузова, Богдана Хмельницкого бригада         |
| 16-я механизированная Шумлинско-Хинганская ордена Суворова бригада                                                                     |
| 19-я механизированная Слонимско-Померанская Краснознамённая, орденов Суворова и Кутузова бригада                                       |
| 25-я механизированная Хинганская Краснознамённая бригада                                                                               |
| 35-я механизированная Слонимско-Померанская Краснознамённая, орденов Суворова и Кутузова бригада                                       |
| 37-я механизированная Слуцко-Померанская Краснознамённая, орденов Суворова и Кутузова бригада                                          |
| 42-я механизированная Краснознамённая бригада                                                                                          |
| 47-я отдельная механизированная Духовщинская Краснознамённая, ордена Суворова бригада                                                  |
| 63-я механизированная Хинганская ордена Богдана Хмельницкого бригада                                                                   |
| 64-я механизированная Хинганская бригада                                                                                               |
| 66-я механизированная Краснознамённая, ордена Суворова бригада                                                                         |
| 67-я механизированная Краснознамённая, ордена Суворова бригада                                                                         |
| 68-я механизированная Краснознамённая, ордена Суворова бригада                                                                         |
| 69-я механизированная Проскуровская Краснознамённая, орденов Суворова, Кутузова бригада                                                |
| 71-я механизированная Проскуровская Краснознамённая, орденов Суворова, Кутузова бригада                                                |
| 72-я механизированная Краснознамённая бригада                                                                                          |

## Переформирование бригад
С окончанием войны руководство ВС СССР перешло к новой системе формирования войск, которая основывалась на создании численно больших дивизий, корпусов, армий, а малочисленные бригады создавались как резервные формирования и формирования специальных войск (сил) обеспечивающих боевое обеспечение и в составе армий и военных округов.
В связи с этим все танковые и механизированные бригады расформированы и преобразованы в танковые, механизированные полки или стрелковые полки и вошли в стрелковые, механизированные и танковые дивизии.